# Golfito
Golfito – miasto w Kostaryce, w prowincji Puntarenas. Znajduje się tu port lotniczy Golfito.